# Sindibád
Sindibád nebo námořník Sindibád (persky سندباد‎, arabsky السندباد البحري‎, as-Sindibád al-Bahrí) je legendární arabský námořník ze sbírky pohádek, bajek a legend Tisíc a jedna noc. Příběhy o Sindibádovi – Sedm cest námořníka Sindibáda – vyprávějí o jeho fantastických dobrodružstvích na mořích východně od Afriky a jižně od Asie. Zasazeny jsou do doby vlády kalifa Hárúna ar-Rašída. Založeny jsou dílem na zkušenostech arabských námořníků, dílem na indických a perských pohádkových příbězích, dílem na starých literárních vzorech (včetně Homérovy Odyssei).

## Sedm cest námořníka Sindibáda
- První – k ostrovu, který se ukázal být velrybou
- Druhé – setkání s ptákem Nohem
- Třetí – setkání s lidožravým obrem
- Čtvrté – cesta do Indie
- Páté – Sindibád se stává otrokem
- Šesté – cesta do země okřídlených lidí
- Sedmé – poslední Sindibádova cesta

## Filmové adaptace
- 1958 Sedmá Sindibádova cesta – americký film
- 1963 Kapitán Sindibád – německo-americký film
- 1974 Zlatá Sindibádova cesta – britsko-americký film
- 1974 Pohádky tisíce a jedné noci – československý animovaný film režiséra Karla Zemana
- 1977 Sindibád a Tygří oči – britský film
- 2003 Sindibád: Legenda sedmi moří – americko-maďarský animovaný film studia DreamWorks Animation
- 2010 Sedmero dobrodružství Sindibáda – americký film

## Televizní adaptace
- 1996–1998 Sindibádova dobrodružství – kanadský televizní seriál
- 2011 Sindibád a Minotaurus – australský televizní film
- 2012 Sindibád – britský televizní seriál

## Simbad námořník
Simbad námořník (ve francouzském originále Simbad le marin) je jednou z verzí jména Sindibád, kterou použil Alexandr Dumas st. ve svém románu Hrabě Monte Cristo jako jedno z mnoha krycích jmen (identit) hlavního hrdiny Edmonda Dantèse. V nezměněné podobě bylo toto jméno použito i ve většině českých vydání.